# Ernst Wisselinck

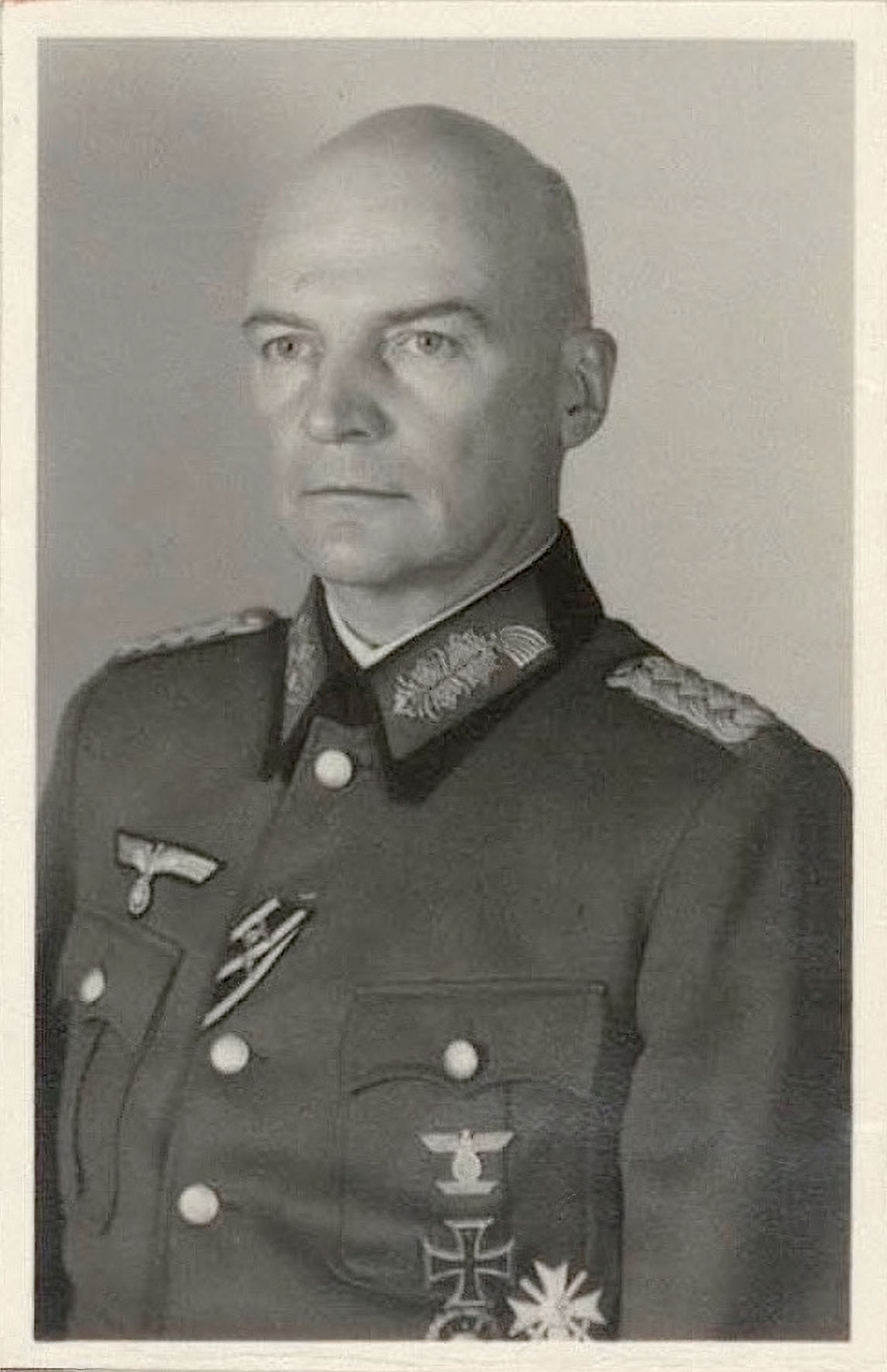
Ernst Wisselinck

Ernst Wisselinck (* 18. Mai 1892 auf Gut Taschau, Kreis Schwetz; † 13. Februar 1987) war ein deutscher Generalmajor der Wehrmacht im Zweiten Weltkrieg.

## Leben

### Herkunft
Ernst Wisselinck war der Sohn des Rittergutsbesitzers Alexander Wisselinck und dessen Ehefrau Marie.

### Militärkarriere

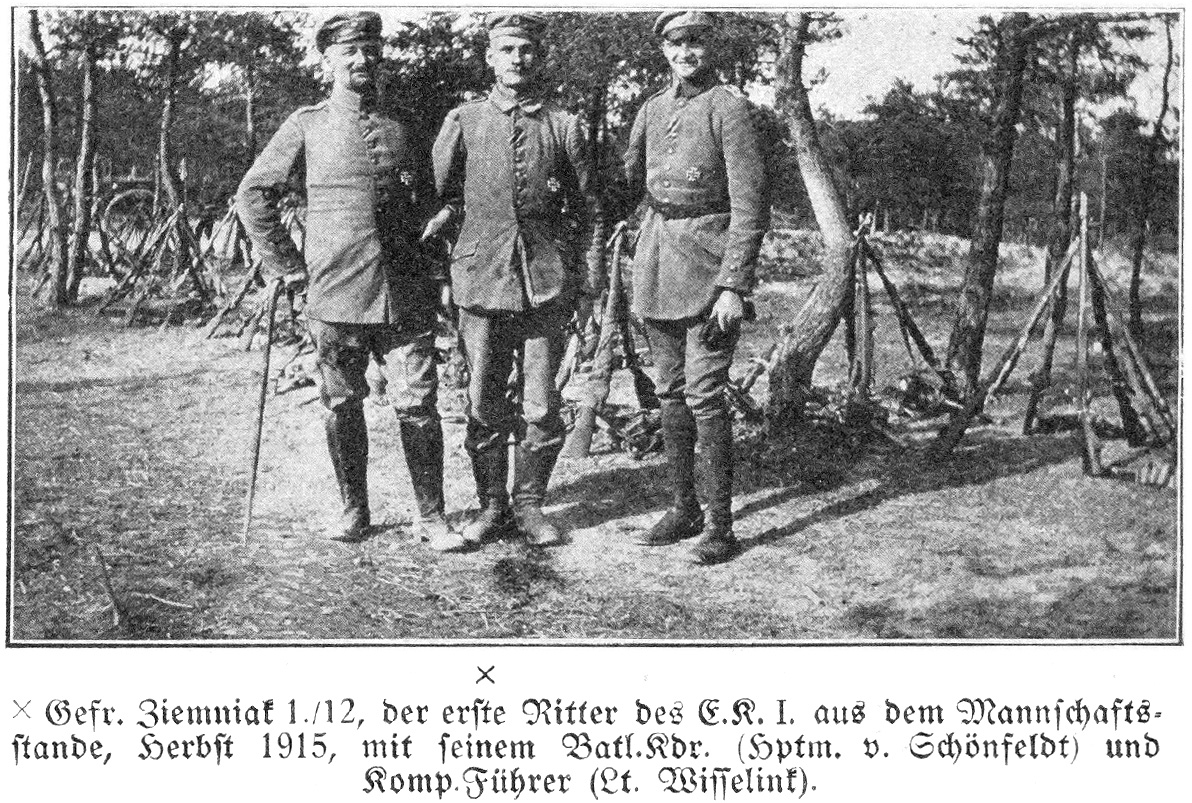
Leutnant Wisselinck 1915

Am 19. März 1912 trat er als Fahnenjunker in das Grenadier-Regiment „Prinz Carl von Preußen“ (2. Brandenburgisches) Nr. 12 der Preußischen Armee ein, wo er am 1. November 1912 zum Fähnrich und am 18. November 1913 zum Leutnant befördert wurde. Bei Ausbruch des Ersten Weltkrieges wurde er am 2. August 1914 in das Brigade-Ersatz-Bataillon 10 versetzt, wo er ab September als Kompanieführer eingesetzt wurde. Am 27. Oktober 1914 wurde er verwundet. Nach seiner Genesung wurde er im Januar 1915 Ordonnanzoffizier in seinem Stammregiment und im Juni 1915 Führer der 1. Kompanie. Am 23. Juni 1915 wurde er erneut verwundet und im Mai 1916 Regimentsadjutant. Ab Juni 1917 diente er als Ordonnanzoffizier bei der 5. Infanterie-Division, bevor er im Mai 1918 als Bataillonsführer in das Grenadier-Regiment „Prinz Carl von Preußen“ (2. Brandenburgisches) Nr. 12 zurückkehrte. Ab Juni 1918 war er Adjutant bei der 10. Infanterie-Brigade. Für seine Leistungen während des Krieges war er mit beiden Klassen des Eisernen Kreuzes, dem Ritterkreuz des Königlichen Hausordens von Hohenzollern mit Schwertern, dem Verwundetenabzeichen in Schwarz sowie dem Hanseatenkreuz der Stadt Hamburg ausgezeichnet worden.
Nach Kriegsende war Wisselinck ab Mai 1919 Adjutant an der Unteroffizierschule Marienwerder. Am 1. Oktober 1919 wurde er in die Vorläufige Reichswehr übernommen und im Reichswehr-Infanterie-Regiment 10 zugeteilt. Mit der Bildung der Reichswehr zum 1. Januar 1921 folgte die Versetzung in das Reichswehr-Infanterie-Regiment 8. Von 1923 bis 1926 absolvierte er eine Wehrkreis-Ausbildung im Reichswehrministerium, wo er am 1. Mai 1924 zum Hauptmann befördert wurde. Am 1. Oktober 1926 wurde er Chef der 8. Kompanie im 8. (Preußisches) Infanterie-Regiment. Am 31. Dezember 1928 wurde Wisselinck auf eigenen Antrag hin mit dem Charakter als Major verabschiedet.
Wisselinck siedelte nach Südamerika über und wurde 1929 Major im Generalstab und Instrukteur der peruanischen Armee. 1930 kehrte er nach Deutschland zurück und wurde ab dem 1. Oktober 1930 im Landesschutzdienst eingesetzt. Am 1. April 1934 wurde er als Hauptmann in die Reichswehr übernommen und in das 5. (Preußisches) Infanterie-Regiment versetzt. Am 1. Juni 1934 erhielt er das Patent als Major. Ab dem 1. Oktober 1934 kommandierte er das III. Bataillon des Regiments, das am 1. Oktober 1936 zum III. Bataillon des Infanterie-Regiments 92 wurde. Am 1. Oktober 1936 wurde er zum Oberstleutnant befördert und am 1. Januar 1938 Taktiklehrer an der Kriegsschule Dresden. Ab dem 1. Oktober 1938 war er Kommandeur der Lehrgruppe C und am 1. August 1939 wurde er zum Oberst befördert.
Nach dem Beginn des Zweiten Weltkriegs wurde Wisselinck am 1. Oktober 1939 zum Kommandeur des Füsilier-Regiments 68 ernannt. Von Oktober 1941 bis zum 17. April 1942 war er in die Führerreserve. Anschließend war er Kommandeur der Feld-Unteroffiziersschule Radom, wo er am 1. März 1943 zum Generalmajor befördert wurde. Am 23. Juni 1943 musste ihm nach einer schweren Verwundung der rechte Unterschenkel amputiert werden. Nach seiner Genesung war er ab August 1944 Brigadekommandeur der Heeres-Unteroffiziersschule Ost und ab November 1944 Kommandeur der Division Nr. 491 in Neumünster.
Nach Kriegsende bekleidete er unter englischer Aufsicht den Posten des deutschen Kommandanten der Kreise Neumünster und Rendsburg. Am 24. Februar 1946 wurde er als 70 % kriegsbeschädigt von den Engländern entlassen. Nach dem Krieg lebte er in Grünwald bei München.

### Familie
Am 19. Dezember 1925 heiratete er Eva Roth. Wisselinck wurde zweifacher Vater. Seine Tochter Erika wurde 1926 geboren, sein Sohn Neidhard 1934. Seine Tochter, eine feministische Journalistin und Autorin, beschrieb ihn als einen liebevollen und offenen Vater.